# コイ

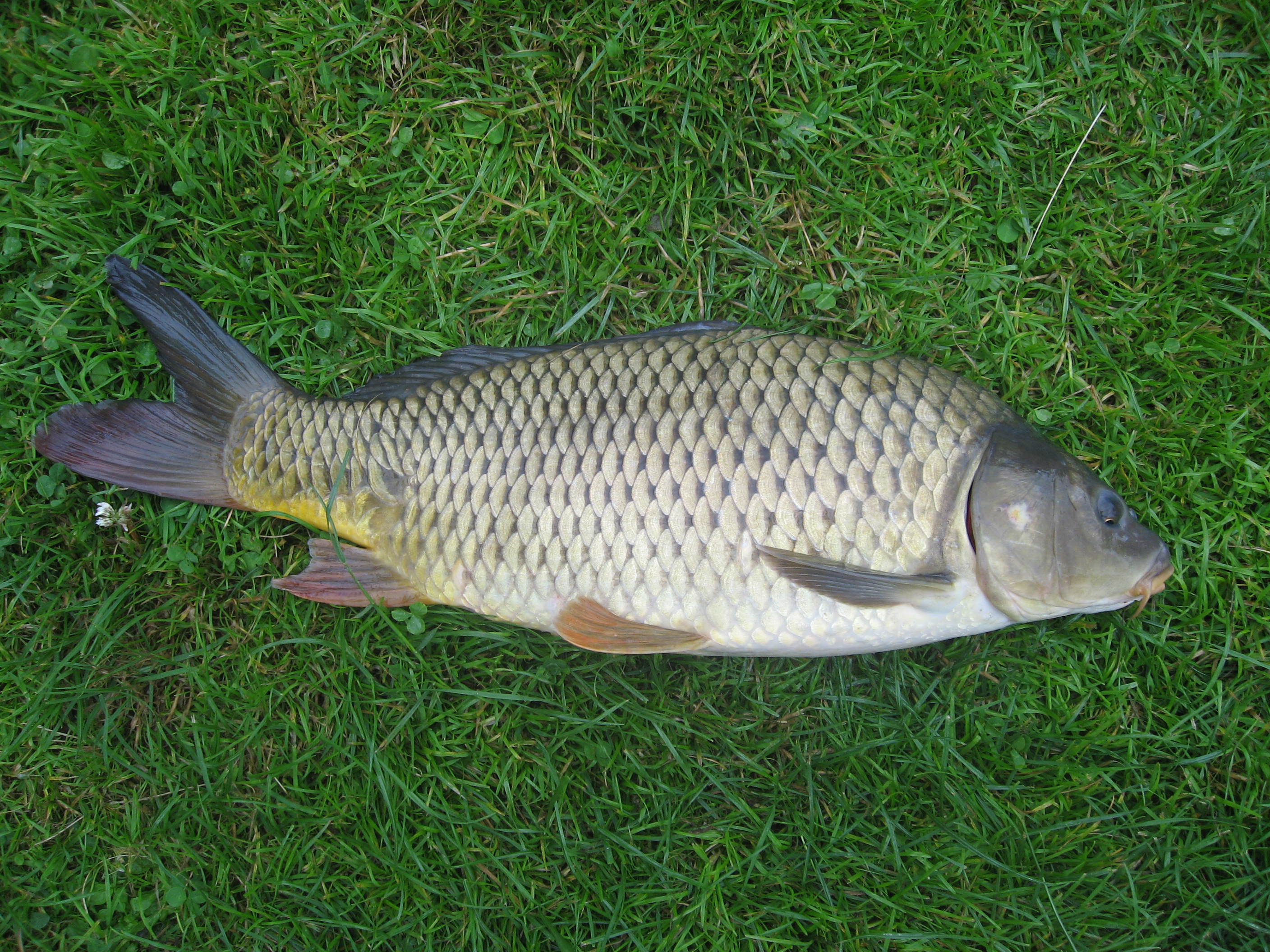
コイ飼育型

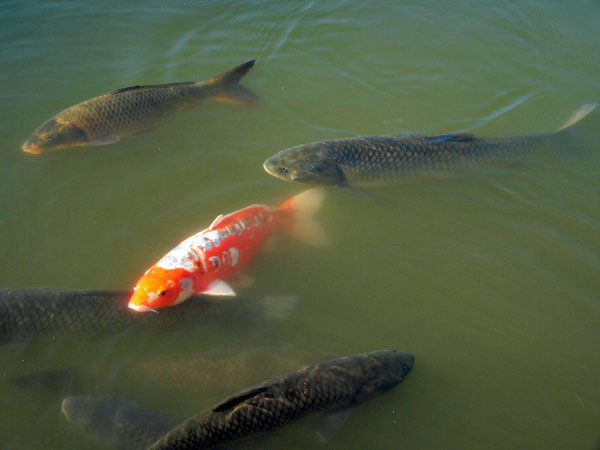
コイ飼育型とソウギョ（中央はニシキゴイ）

コイ（鯉、学名：Cyprinus carpio）は、コイ科に分類される魚の一種。比較的流れが緩やかな川や池、沼、湖、用水路などにも広く生息する大型の淡水魚。
コイの語源は体が肥えていることまたは味が肥えていることに由来するという。別名はマゴイ、ノゴイ（後述のように体高の低いコイのグループがありノゴイはその呼称でもある）。

## 分類
2亜種が存在する。
- C. c. carpio（英語版）はヨーロッパの大半（特にドナウ川とヴォルガ川）原産である[4][5]。
- C. c. yilmaz (Deniz carp) はアナトリア（特にチョルム周辺）原産である。

東アジア原産の3つ目の亜種C. c. haematopterus（Amur carp）は過去に認められていたが、近年の出典はこれをC. rubrofuscusの学名の下で別種として扱っている。純粋な型のヨーロッパのコイと様々なアジアの近縁種は、計数形質によって分類できるが、それらは異種交配できる。ヨーロッパのコイはキンギョとも異種交配可能である。日本においてもコイフナと呼ばれる雑種が確認されている。
名称が似ているニゴイはコイ亜科ではなくカマツカ亜科であり同科異亜科の関係である。

## 生態
コイは外見が同亜科異属のフナに似るが頭や目は体に対して小さい。吻はフナよりも長く伸出させることができる。また上顎後方及び口角に1対ずつ触覚や味覚を感知する口ひげがある。体長は成魚で約100センチメートルになる。飼育されたり養殖されてきた系統の個体は体高が高く、動きも遅いが、野生の個体は体高が低く細身な体つきで、動きもわりあい速い。雌雄を外観で判断することは難しいが、体は雌のほうが大きく逆に雄の方が頭が大きい、雄のほうが体がやや細くて胸鰭が大きく角張っているなどの特徴がある。また雌の胸鰭は丸型をしている。
食性は雑食性で水草、貝類、イトミミズなどを食べる。口に歯はないが、喉に咽頭歯という歯があり、これでタニシなどの硬い貝殻なども砕き割ってのみこむ。さらに口は開くと下を向き、湖底の餌をついばんで食べやすくなっている。なお、コイには胃がない。コイ科の特徴として、ウェーバー器官を持ち、音に敏感である。また髭には匂いや味を感じる器官が沢山集まっており、この感覚器を「味蕾」と呼ぶ。
産卵期は春から初夏にかけてで、この時期になると大きなコイが浅瀬に集まり、バシャバシャと水音を立てながら水草に産卵・放精をおこなう。一度の産卵数は20万-60万ほどもある。卵は直径約2ミリメートルで水草などに付着し、水温が20度あれば4-5日のうちに孵化する。稚魚はしばらく浅場で過ごすが、成長につれ深場に移動する。
寿命は15-20年。生命力は極めて強く、魚にしては長寿の部類で、まれに100年を超す個体もある。鱗の年輪から推定された最長命記録は、岐阜県東白川村で飼われていた「花子」と呼ばれる個体の226年だが、これは信憑性が疑問視されている。長寿であることのほか、汚れた水にも対応する環境適応能力が高く、しかも水から上げてしばらく水のないところで置いていても、他の魚に比べて長時間生きられるようである。低温にも強い。
川の中流や下流、池、湖などの淡水域に生息する。飼育されたコイは流れのある浅瀬でも泳ぎまわるが、野生のコイは流れのあまりない深みにひそんでおり、産卵期以外はあまり浅瀬に上がってこない。滝を登るということがよく言われるがこれは中国の神話伝説の類に由来する言い伝えであって、普通程度の大きさのコイが滝を登ることは通常は無い。コイはジャンプが下手であり、『モジリ』という水面下まで上がって反転する行動が一般にはジャンプと誤認されていることも多い。ただし小型のコイはまれに2メートル程度の高さまでジャンプすることがあり、この場合は滝を登ることがありうるものの、格別に「滝を登る」という習性がコイにあるわけではない。

### ノゴイ

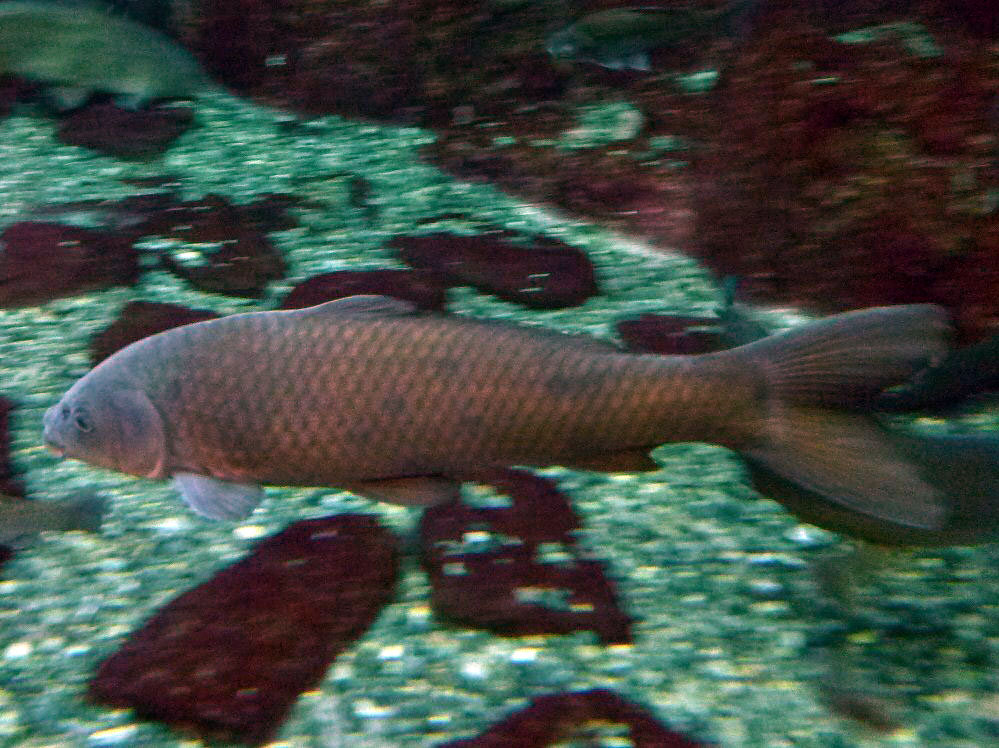
ノゴイ（滋賀県立琵琶湖博物館の飼育個体）

漁師や釣り人などから、養殖され、放流もよく行われている体高の高いコイと、琵琶湖などの湖や四万十川のような大きな河川に見られる体高が低いコイの性質が、著しく異なることが古くから指摘されていた。後者は「ノゴイ」（野鯉）と呼ばれて前者の系統で野生繁殖しているものと区別されており、シーボルトなど従来よりこの相違に注目する研究者も多少はいた。21世紀になってコイヘルペスウイルスによる感染症の流行で捕獲しにくいノゴイの死体が多数得られたことから、これを用いて遺伝子解析した研究が2006年になって報告された。それによると、外来の体高の高いコイとノゴイは種レベルに相当する遺伝子の差があることが報告され、日本列島在来の別種として新種記載の必要性も指摘されている。

### 分布

#### コイ本来の分布
もともとはユーラシア大陸が自然分布域だったが、移植によって世界の温帯・亜熱帯域に広く分布している。日本でも全国的に分布。

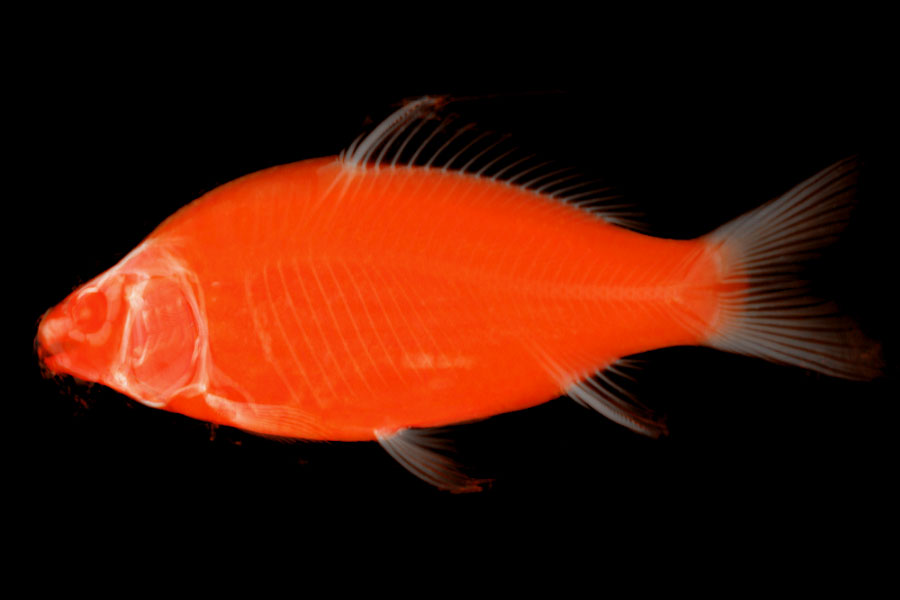
コイ（大分県、飼育型）のCTスキャンモデル

日本のコイは大昔に中国から移入された（史前帰化動物）と考えられ、縄文時代の貝塚からも化石が発見されている。しかし、関東平野や琵琶湖に野生のコイが分布することや、古い地層から化石も発見されていることから、日本にももともと自然分布していたが中国からの移入がありそれが広まったとされる。シーボルトの『日本動物誌』においても、Cyprinus conirostris、Cyprinus melanotus、Cyprinus haematopterus の3種が紹介されているが、学術的にさほど注目もされず今日に至っている。
欧米でもドイツなどでは盛んに養殖され、食用の飼育品種も生み出されている。

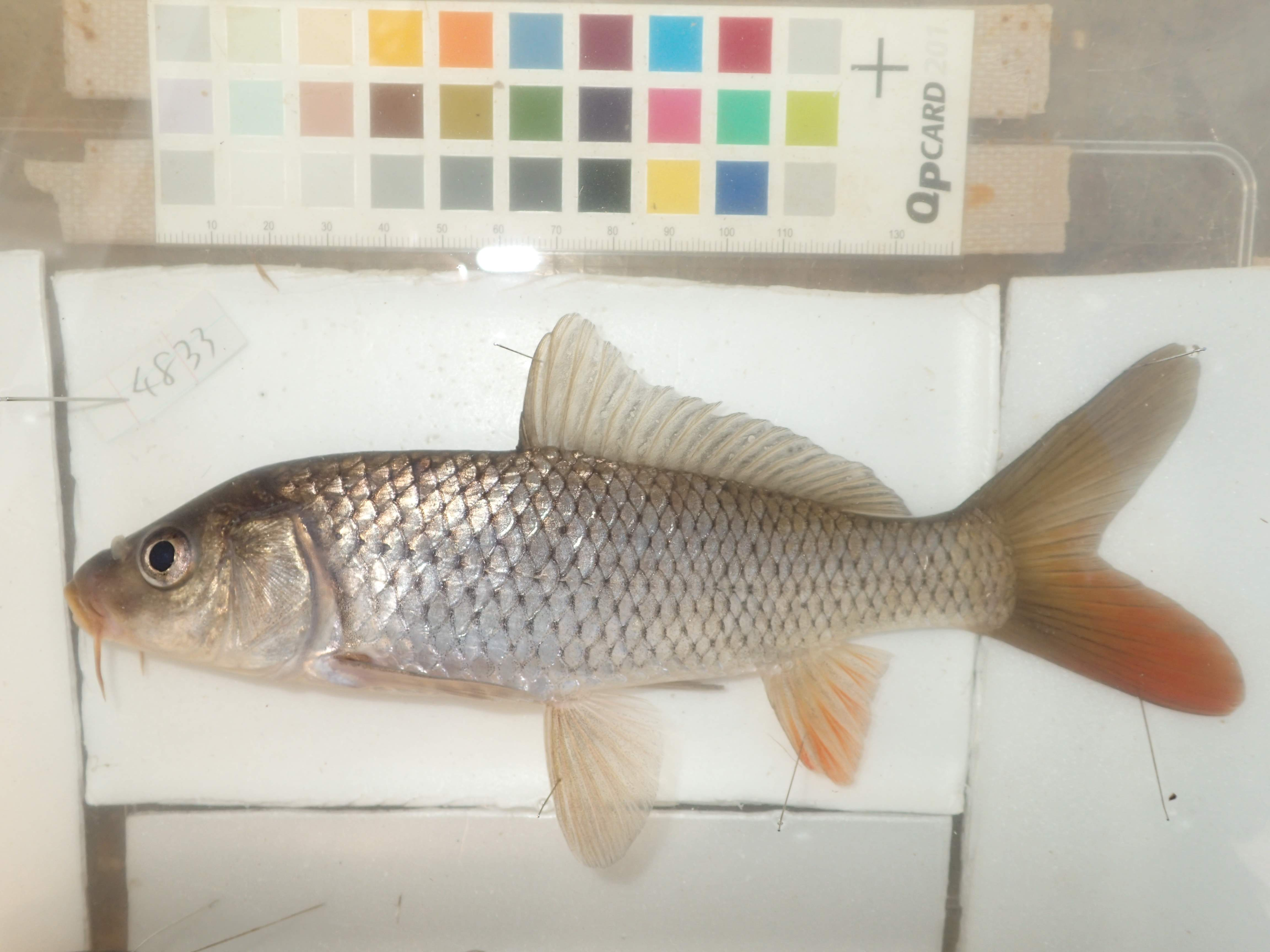
北大東島の異様に細長いコイ

## コイによる生態系の破壊問題

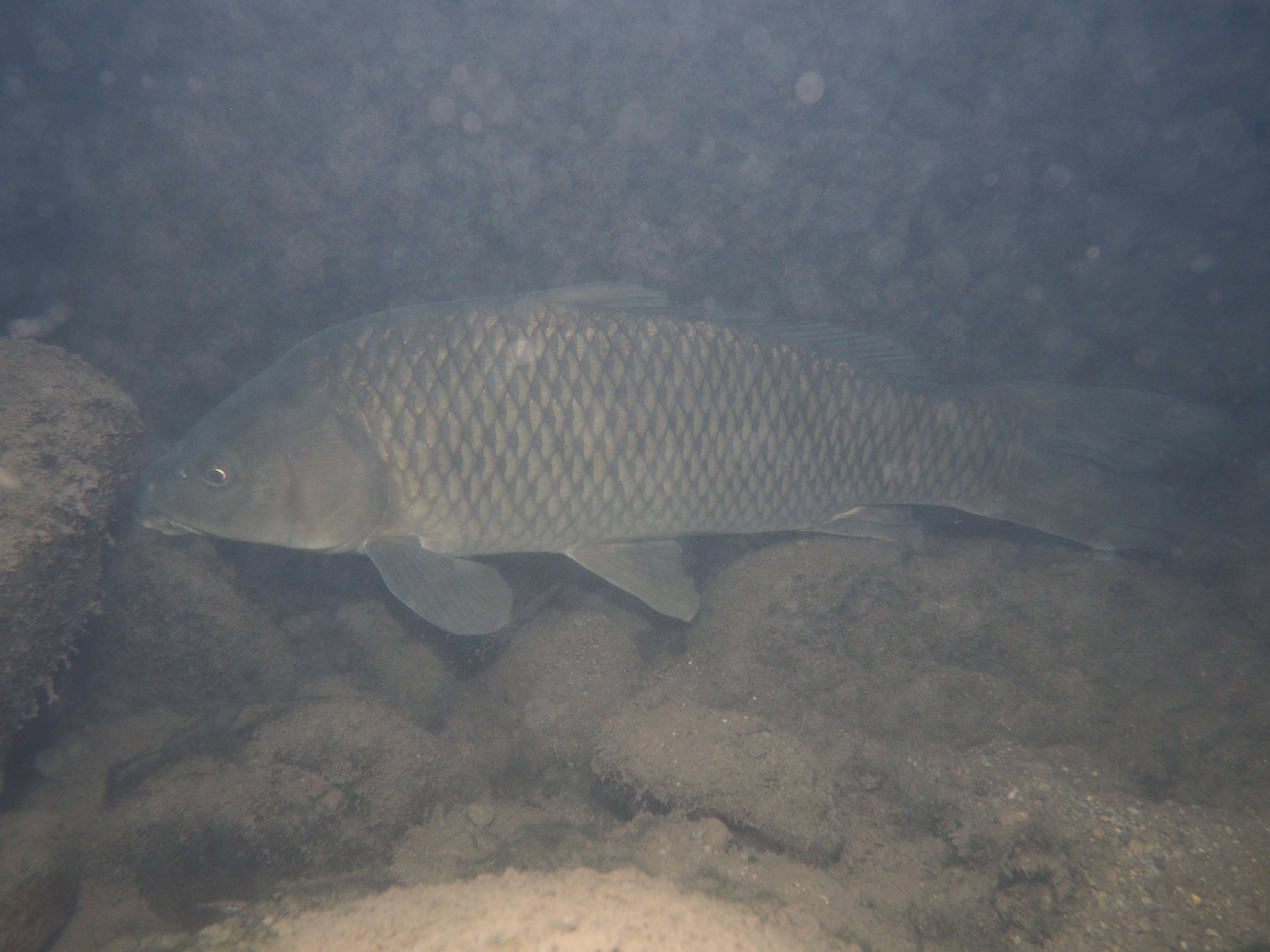
野生下のコイ、中津市。大陸からの外来系統と思われる。

コイは都市河川などで川をきれいにする目的で河川の環境保護の一環として放流される種でもある。しかし、コイの本来の生息域は大河川の下流域や大きな湖で、中小河川に放流されると他の魚の卵や稚魚を大量に捕食してしまうことがある。こうした放流について、地元の固有種との交雑が起こって何万年もかけて築かれてきた固有種の絶滅を懸念する（遺伝子汚染）声もあるが、当事者には全く意識されていないのが現状である。また、ニシキゴイの放流が原因と推測されるコイヘルペスウイルスによる感染症が地元のコイに蔓延し大量死する事件もある。
また、コイは底生生物や水生植物などを根こそぎ食べてしまうという影響もある。
同じことは飼養種でないコイについても言える。コイは体が大きくて見栄えがするため、「コイが棲めるほどきれいな水域」というきわめて安直な趣旨で自治体レベルで川やダムなどに放流されることが多い。しかしコイはもともとBOD値の高い湖沼や河川を好んで住処とする種で、低酸素環境に対する高い耐性がある。これは、生物界における一般的な基準からすると、他の生物の嫌う水質の悪い水域にしか生息できないことを意味する。実際、逆に水質がよい小川の堰の内部に放流したニシキゴイが餌の問題から大量に餓死する例も報告されており、「コイが棲める＝きれいな水域」という図式は成立し得ないことがわかる。
市街地の汚れた河川を上から眺めれば、ボラと放流されたコイばかりが目につくということが多々ある。しかもコイは各種水生生物を貪欲に食べてしまうので、往々にして河川環境の単純化を招きかねない。生物多様性の観点からすれば、もともとコイがいない水域にコイを放流するのは有害ですらある。
日本では外来魚であるブラックバスの問題がたびたび引き合いに出されるが、上述したようなコイの放流はブラックバスの放流と同様の問題を抱えている。本種には低温に対する耐性や雑食性、さらに60センチメートルを超える大きさにまで育ち、大きくなると天敵がほとんどいなくなるといった特徴がある。こうした特徴はいずれも侵略的外来生物に共通するものであり、実際国際自然保護連合では、コイを世界の侵略的外来種ワースト100のうちの1種に数えている。北緯30度線以南にはもともとコイは生息していなかったが、奄美大島では繁殖した。
特にコイを食す習慣のない北アメリカでは、在来の水生生物を圧迫するまでに繁殖している。人為的放流を禁じている州もあるほどで、北アメリカ以外でも猛威を振るっている例が報告されている。アメリカ合衆国では、中国原産のコイであるハクレンとコクレンが五大湖周辺に進出しており、これが五大湖に流れ込んだ場合、五大湖固有の魚が駆逐される可能性が指摘されている。

## 保全状態

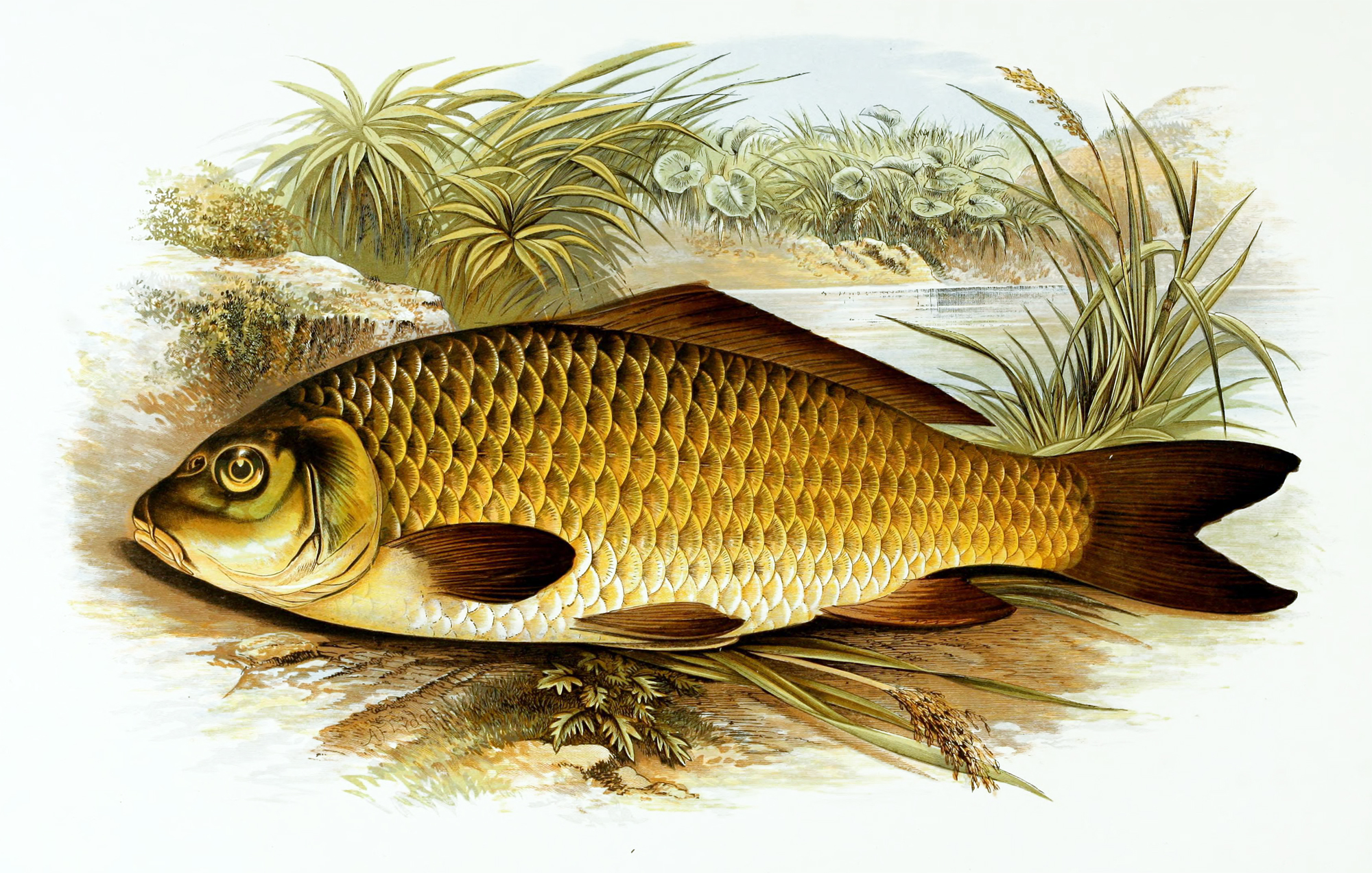
アレクサンダー・フランシス・ライドンによるコイ。

野生種本来の分布域に生息する個体群は、河川の改修にともなう生態系の破壊や、他地方からの移入個体との交雑による遺伝子汚染による在来個体群の絶滅が危惧されており、2008年に国際自然保護連合により危急（Vulnerable）に指定されている。

## 文化

### 食材
| 項目                                  | 分量(g) |
| ------------------------------------- | ------- |
| 脂肪                                  | 5.6     |
| 飽和脂肪酸                            | 1.083   |
| 一価不飽和脂肪酸                      | 2.328   |
| 16:1（パルミトレイン酸）              | 0.655   |
| 18:1（オレイン酸）                    | 1.15    |
| 20:1                                  | 0.071   |
| 22:1                                  | 0.402   |
| 多価不飽和脂肪酸                      | 1.431   |
| 18:2（リノール酸）                    | 0.517   |
| 18:3（α-リノレン酸）                  | 0.27    |
| 18:4（ステアリドン酸）                | 0.058   |
| 20:4（未同定）                        | 0.152   |
| 20:5 n-3（エイコサペンタエン酸(EPA)） | 0.238   |
| 22:5 n-3（ドコサペンタエン酸(DPA)）   | 0.082   |
| 22:6 n-3（ドコサヘキサエン酸(DHA)）   | 0.114   |

コイは漁・養殖が共に盛んで、世界中の多くの地域で食べられている。

#### 日本
食材としての鯉は、福島県からの出荷量が最多で、鯉こく（血抜きをしない味噌仕立ての汁）、うま煮（切り身を砂糖醤油で甘辛く煮付けたもの）、甘露煮にする。稀に鱗を唐揚げし、スナック菓子のように食べることもある。また、洗いにして酢味噌や山葵醤油を付けて食べる例もある。しかし、生食や加熱不完全な調理状態の物を摂食すると、肝吸虫や有棘顎口虫 (Gnathostoma spinigerum) による寄生虫病を発症する可能性がある。捕獲した鯉は、調理に際しきれいな水を入れたバケツの中に半日-数日程入れて泥の臭いを抜く。さばくときは濡れた布巾等で目を塞ぐとおとなしくなる。
藍藻はゲオスミンや2-メチルイソボルネオールを作り、これが魚の皮膚や血合肉に濃縮される。このゲオスミンが、鯉やナマズなど水底に棲む淡水魚が持つ泥臭いにおいのもとでもある。ゲオスミンは酸性条件で分解するので、酢など酸性の調味料を調理に使えば泥臭さを抑えることができる。
海から離れた地域では古くから貴重な動物性タンパク源として重用され、将軍や天皇に出される正式な饗応料理や日常的にも慶事・祝事の席などでも利用されてきた。卵をもつ真子持ちのうま煮やあらいの切り身の見た目から雌のほうが重宝される。
かつてサケやブリの入手が困難であった内陸地域では、御節料理の食材などとして今日でも利用されている。山形県米沢市では米沢上杉藩政時代の9代藩主上杉治憲（鷹山）が1802年に相馬から鯉の稚魚を取り寄せ、冬期間のタンパク源などとして鯉を飼うことを奨励した。各家庭の裏にある台所排水用の小さな溜めで台所から出る米粒や野菜の切れ端を餌にして蓄養した。同様の条件で養蚕が盛んだった福島県郡山市では蚕の蛹が餌とされ、やがては生産量日本一にまで成長した。現在の養殖では、主に農業用の溜め池が利用されるほか、長野県佐久地域では稲作用水田も利用されている。食生活の変化から需要の減少と共に全国の生産額は年々減少し、1998年には3億6000万円ほどであったが2008年には1億5000万円余りまで減少している。

#### 中華人民共和国
中華料理では、山東省に鯉1尾を丸ごとから揚げにして甘酢あんをかけた料理「糖醋鯉魚（）」があり、日本でも代表的な宴会メニューの1つとなっている。
中国では年始の供え物や食べ物として川魚を用いることが多く、最もポピュラーな魚が鯉である。

#### ヨーロッパ
鯉は中欧や東欧では、古くからよく食べられている。特にスラヴ人にとっては鯉は聖なる食材とされ、ウクライナ・ポーランド・チェコ・スロバキア・ドイツ・ベラルーシなどでは伝統的なクリスマス・イヴの夕食には欠かせないものである。東欧系ユダヤ教徒が安息日に食べる魚料理「ゲフィルテ・フィッシュ」の素材としても、鯉がよく用いられた。しかし北米では、鯉は水底でえさをあさるために泥臭いとして敬遠されており、釣り（遊漁）の対象魚とはされても食材として扱われることは極めてまれである。ヨーロッパでは、鏡鯉から食用に品種改良され家畜化された鱗のない鯉、革鯉(Leather carp)と呼ばれる鯉が使われる。

#### 食中毒
コイの胆嚢（苦玉）は苦く、解体時にこれをつぶすと身に苦味が回る。胆嚢にはコイ毒（毒性物質は胆汁酸の5-αチブリノールとスルフェノール）が含まれている場合があり、摂食により下痢や嘔吐、腎不全、肝機能障害、痙攣、麻痺、意識不明を引き起こすほか、まれに死亡例もある。その反面、視力低下やかすみ目などに効果があるとされ、鯉胆（りたん）という生薬名で錠剤にしたものが販売されている。

### 伝承

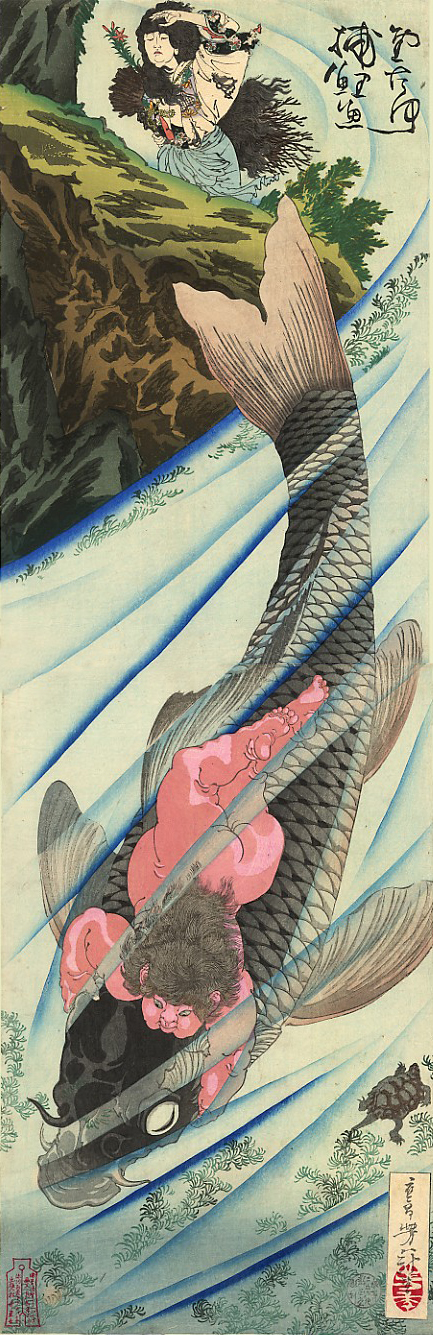
月岡芳年画：『金太郎捕鯉魚』

中国では、鯉が滝を登りきると龍になる登龍門という言い伝えがあり、古来尊ばれた。その概念が日本にも伝わり、江戸時代に武家では子弟の立身出世のため、武士の庭先で端午の節句（旧暦5月5日）あたりの梅雨期の雨の日に鯉を模したこいのぼりを飾る風習があった。明治に入って四民平等政策により武家身分が廃止され、こいのぼりは一般に普及した。現在では、グレゴリオ暦（新暦）5月5日に引き続き行なわれている。
また比喩的表現として、将来、有能・有名な政治家・芸術家・役者になるため最初に通るべき関門を登龍門と指して言うこともしばしばある。
『日本書紀』第七巻には、景行天皇が美濃（岐阜）に行幸した時、美女を見そめて求婚したが、彼女が恥じて隠れてしまったため、鯉を池に放して彼女が鯉を見に出てくるのを待った、という説話が出てくる。
日本では古くから女性が健康（体力作り）のために鯉を食したと言う伝説や伝承があり、妊婦が酸っぱい鯉を食べて健康になり、無事、安産できたと言う伝説もある。また、御産の後に鯉を食べると母乳がよく出ると言う伝承も見られる。こうした話は東西を問わず内陸地には多い伝承である。